# Alfred Flechtheim
Alfred Flechtheim, född 1 april 1878 i Münster i Tyskland, död 9 mars 1937 i London i Storbritannien, var en tysk konsthandlare, konstsamlare, journalist och förläggare.
Alfred Flechtheims var son till spannmålshandlaren Emil Flechtheim. Han blev partner i faderns rörelse efter att ha praktiserat i London och Paris. Under tidigt 1900-tal blev han känd som konstsamlare med målningar av  bland andra Vincent van Gogh, Paul Cézanne, Pablo Picasso, Georges Braque och André Derain. Han öppnade ett konstgalleri i Düsseldorf 1913 och därefter gallerier i Berlin, Frankfurt, Köln och Wien.
Under första världskriget tjänstgjorde Alfred Flechtheim i den tyska armén, men inte vid fronten. Konströrelsen upphörde under kriget, men han öppnade igen i Düsseldorf 1919. År 1921 grundade han kulturtidskriften Der Querschnitt ("tvärsnittet"). 
När nazisterna började få inflytande i slutet av 1920-talet och i början av 1930-talet, blev Flechtheim hånad av dem för den konst som han ställde ut och främjade. År 1933 avbröt Sturmabteilung en auktion av hans målningar. I mars 1933 konfiskerade SA-medlemmen och konsthandlaren Alexander Vömel Flechtheims galleri i Düsseldorf. Nazisterna beslagtog och sålde ut Alfred Flechtheims privata samling och den konst som fanns i konstgallerierna.
Flechtheim flydde hösten 1933 medellös till Paris och flyttade därefter till London. Han organiserade utställningar i London med målningar av tyska konstnärer i exil. I mars 1937 råkade han ut för en olycka i London och avled i sviterna av denna och av en annan olycka på sjukhuset. 
Alfred Flechtheim var sedan 1910 gift med Betty Goldschmidt, dotter till en förmögen affärsman i Dortmund. Äktenskapet var barnlöst. Betty Flechtheim återvände till Berlin efter makens död 1937. När hon beordrades av myndigheterna att inställa sig för att deporteras till Minsk, begick hon självmord med en överdos av Veronal. Gestapo beslagtog hennes konstsamling.

## Återlämnande av plundrad konst
Alfred Flechtheims släktingar har aktivt försökt att återfå konst som stulits från Flechtheim.
 I september 2018 återlämnades målningen Marquis Joseph de Montesqui-Fezenac av Oskar Kokoschka från Moderna museet i Stockholm.

## Bildgalleri

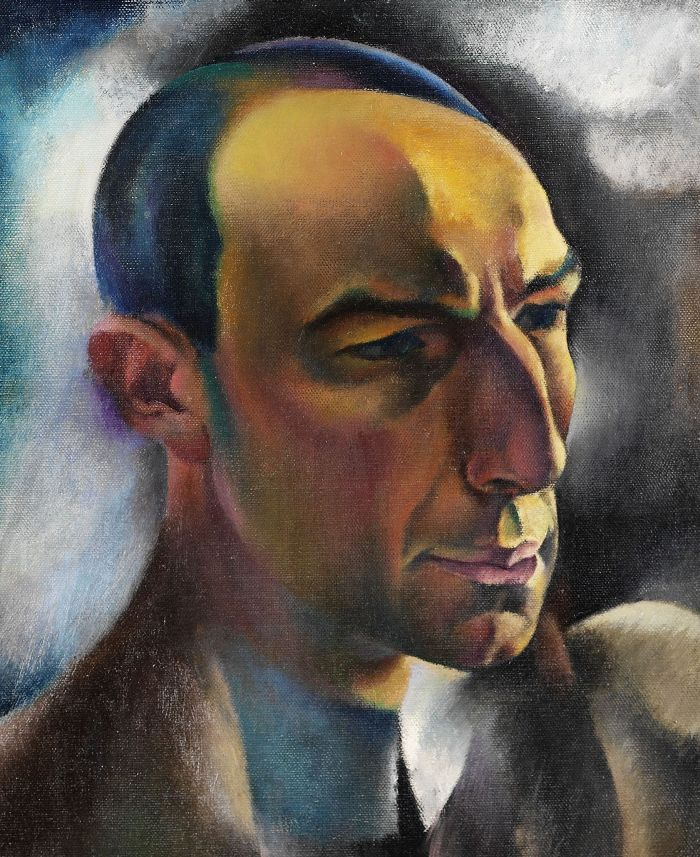
Porträtt av Alfred Flechtheim av Hanns Bolz (1885-1918)
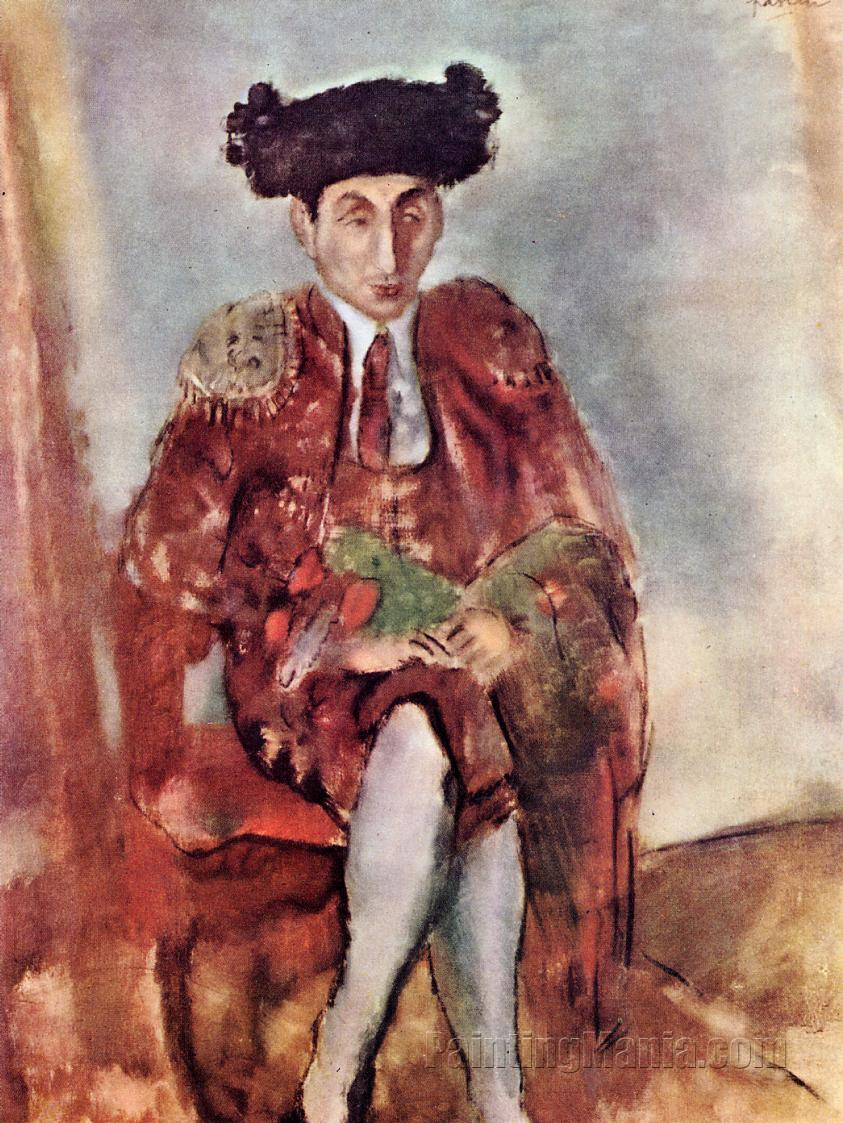
Alfred Flechtheim klädd som toreador av Jules Pascin, 1927
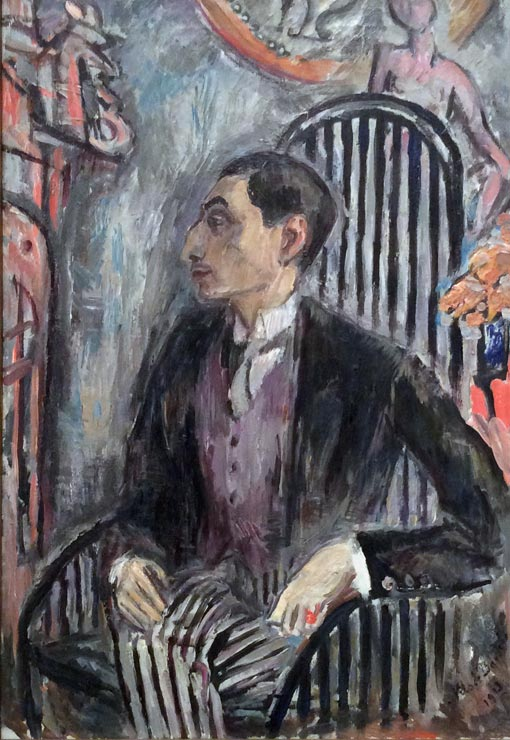
Porträtt från 1913 av Nils Dardel